# Compsibidion aegrotum
Compsibidion aegrotum là một loài bọ cánh cứng trong họ Cerambycidae.